# Chokkareddihalli, Chintamani
Chokkareddihalli là một làng thuộc tehsil Chintamani, huyện Kolar, bang Karnataka, Ấn Độ.